# Trochochaeta japonica
Trochochaeta japonica är en ringmaskart som beskrevs av Imajima 1989. Trochochaeta japonica ingår i släktet Trochochaeta och familjen Trochochaetidae.
Artens utbredningsområde är havet kring Nya Zeeland. Inga underarter finns listade i Catalogue of Life.